# Berliner Mobilitätsgesetz
Das Berliner Mobilitätsgesetz ist ein am 28. Juni 2018 durch das Abgeordnetenhaus von Berlin beschlossenes Gesetz, welches Maßnahmen vorschreibt, Fahrräder und öffentliche Verkehrsmittel in der Verkehrsplanung Berlins künftig vorrangig vor dem Autoverkehr zu behandeln. Zweck des Gesetzes ist die Bewahrung und Weiterentwicklung eines auf die Mobilitätsbedürfnisse in Stadt und Umland ausgerichteten und dabei stadt-, umwelt-, sozial- sowie klimaverträglich ausgestalteten, sicheren, barrierefreien Verkehrssystems.

## Kurze Beschreibung, Inhalte
Das Gesetz beinhaltet einen allgemeinen Teil mit grundsätzlichen Vorgaben gegen die regulative Benachteiligung des ÖPNV, des Fuß- und Radverkehrs sowie spezifische Teile zur Regelung der Vorgaben bezüglich des ÖPNV (ehem. ÖPNV-Gesetz), des Radverkehrs und des Fußverkehrs. Das Gesetz war um weitere Teile zu ergänzt, mindestens um einen Abschnitt zum Wirtschaftsverkehr sowie zu Neuer Mobilität.
Die Berliner SPD hat das Mobilitätsgesetz im Jahr 2016 in die Koalitionsverhandlungen eingebracht. Im Zusammenhang mit der bereits beschlossenen Überarbeitung des Berliner ÖPNV-Gesetzes erfolgte eine Vereinigung des ÖPNV-Gesetzes mit dem Rad- und Fußverkehrsgesetz unter dem Dach eines Mobilitätsgesetzes. Deshalb lautete die Überschrift im Mobilitätsteil des Koalitionsvertrages 2016–2021 „Vom ÖPNV-Gesetz zum Mobilitätsgesetz“. Die erfolgreiche Initiative Volksentscheid Fahrrad führte zu Übernahme wesentlicher Forderungen der Initiative in den Radverkehrsteil des Mobilitätsgesetzes. Ein Verbandsklagerecht, das Vereinen oder Verbänden die Möglichkeit gegeben hätte, bei Verstößen gegen das Gesetz Klage einzureichen, wurde dagegen auf Drängen der SPD nicht aufgenommen.
Bereits im November 2017 hatte Verkehrssenatorin Regine Günther erstmals Planungen für einen 2,25 Meter breiten grünen Radfahrstreifen, der durch rot-weiß markierte Plastikpoller vom motorisierten Verkehr getrennt ist, als Musterbeispiel für den geplanten neuen Radwegestandard vorgestellt, siehe Hasenheide (Straße)#Radverkehr.
In der Folge wurde das Mobilitätsgesetz 2021 um einen Abschnitt zum Fußverkehr ergänzt. Die Abschnitte zum Wirtschaftsverkehr und zu Neuer Mobilität verzögerten sich dagegen, diese wurden erst Ende Januar 2023 vom Senat an das Berliner Abgeordnetenhaus zur Beratung und Beschlussfassung weitergeleitet. und 2024 beschlossen.
Teile des Mobilitätsgesetzes überschneiden sich mit dem Berliner Straßengesetz.